# Шобер
Шобер (на словенски: Šober) е село в Словения, Подравски регион, община Марибор. Според Националната статистическа служба на Република Словения през 2002 г. селото има 199 жители.